# Sacco di sabbia

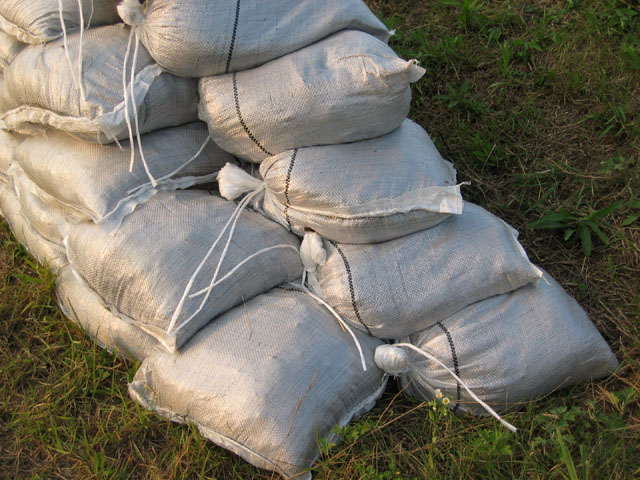
Esempio di sacchi di sabbia

Un sacco di sabbia è un sacco di canapa o di tela, riempito con della sabbia o della terra. Spesso più sacchi vengono usati per la costruzione di mura, contro le inondazioni, o per un'improvvisata fortificazione.
Uno dei vantaggi di usare la fibra di canapa e la sabbia è che sono materiali poco costosi, quindi all'esigenza si possono portare i sacchi vuoti e riempirli sul posto.

## Uso

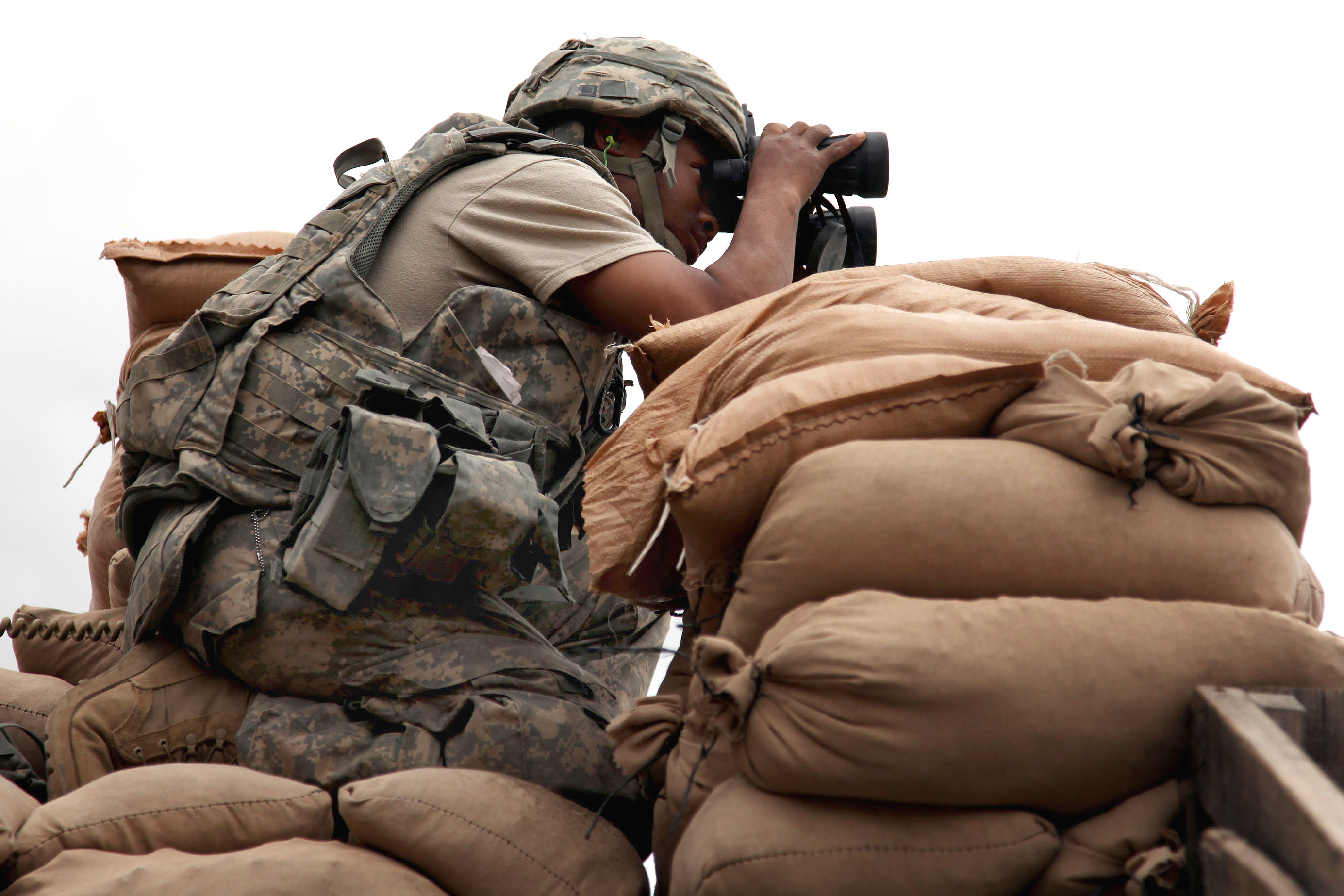
Sacchi di sabbia usati come fortificazione

I sacchi di sabbia sono solitamente utilizzati durante le situazioni di emergenza, quando ad esempio i fiumi straripano e inondano, o quando un argine o una diga risultino danneggiati. Possono anche essere utilizzati in situazioni di non emergenza, o dopo un'emergenza, come fondamenta per nuovi argini o nuove strutture per il controllo del flusso dell'acqua. A volte però i sacchi di sabbia non sono la scelta più giusta, perché l'acqua può filtrare tra i sacchi e tra materiali più fini come l'argilla. Dopo il loro utilizzo i sacchi di sabbia, dopo essere stati asciugati, possono essere immagazzinati per usi futuri. 
In campo militare invece i sacchi vengono utilizzati per creare avamposti fortificati o per costruire strutture temporanee per la protezione di civili. Inoltre la frizione che si crea muovendo la terra o la sabbia produce un elevato dissipatore in caso di esplosioni.
Le dimensioni e il peso dei sacchi utilizzati per le fortificazioni viene accuratamente calcolato, in modo da ottenere un muro come se fosse un muro di mattoni, ma non troppo pesante da essere poi eventualmente spostato. Purtroppo questa soluzione di usare sacchi di sabbia, ha lo svantaggio di essere deteriorabile a lungo andare. Per ottenere una fortificazione più stabile è quindi utile aggiungere del cemento.